# Video Explosion
Video Explosion é um álbum de vídeo da boy band porto-riquenha Menudo, lançado em 1986, pelas gravadoras Columbia Pictures Home Video e RCA Records. Esse é o primeiro fonograma áudio visual do quinteto, que na época era formado por Charlie, Robby, Ricky, Roy e Ray.
Em 1985, o grupo lançou um álbum autointitulado com dez canções em inglês, sete delas inéditas e três que eram versões do álbum Evolución, de 1984. Para promover o álbum, foi feita uma turnê em solo estadunidense, patrocinada pela Pepsi, que teve como diferencial o grupo utilizar uma banda tocando ao vivo. Anteriormente, suas apresentações eram feitas a base de playback. A turnê teve inicio em Nova Iorque e passou por locais como Filadélfia, São Francisco, San Diego, Los Angeles, San Antonio, Corpus Christi, Chicago e Miami.
Com o sucesso da turnê, em 1986, a gravadora RCA lançou um dos shows em um VHS. Todas as canções do álbum Menudo, exceto "Transformation", tem performances incluídas nesse álbum de vídeo. O título do VHS vem da faixa que abre o lado B do LP, intitulada "Explosion". O material ficou indisponível comercialmente por cerca de 10 anos, até que a gravadora Lightyear Entertainment o relançou em 1999.
Em 2002, a Image Entertainment junto com a Lightyear Entertainment relançou o trabalho em um DVD, excluindo algumas faixas de um longo medley com canções de sucesso de outros artistas. O DVD traz som estéreo Dolby Digital 5.1 e não inclui legendas.

## Lista de faixas
- Créditos adaptados do VHS Video Explosion, de 1986.[6]

| Nº   | Título                            |
| ---- | --------------------------------- |
| 1    | "Explosion"                       |
| 2    | "When I Dance With You"           |
| 3    | "Panuelo Blanco Americano"        |
| 4    | "Chocolate Candy"                 |
| 5    | "Oh, My Love"                     |
| 6    | "You And Me All The Way"          |
| 7    | "Please Be Good To Me"            |
| 8    | "If You're Not Here (By My Side)" |
| 9    | "Don't Hold Back"                 |
| 10   | "Come Home"                       |
| 11   | "Medley:"                         |
| 11.1 | "I Can't Fight This Feeling"      |
| 11.2 | "I Want to Know What Love Is"     |
| 11.3 | "You're The Inspiration"          |
| 11.4 | "Everything She Wants"            |
| 11.5 | "One Night In Bangkok"            |
| 11.6 | "Just a Gigolo"                   |
| 11.7 | "Sussudio"                        |
| 11.8 | "Rhythm Of The Night"             |
| 12   | "Hold Me"                         |

## Recepção crítica
| Críticas profissionais | Críticas profissionais |
| Avaliações da crítica  | Avaliações da crítica  |
| Fonte                  | Avaliação              |
| ---------------------- | ---------------------- |
| AllMusic               | [ 11 ]                 |
| Doug Pratt's DVD       | Desfavorável           |

Em relação as resenhas dos críticos especializados em música, o crítico do site AllMusic avaliou com apenas uma estrela entre cinco, apesar disso, não escreveu nenhum comentário para o álbum.
O crítico Doug Pratt, ao analisar o DVD em seu livro Doug Pratt's DVD: Movies, Television, Music, Art, Adult, and More!, afirmou que o concerto de 1986 apresenta performances coreografadas, porém hesitantes, e vocais desafinados. Ele destaca que o show parece ser direcionado tanto a fãs nostálgicos quanto ao público hispânico, embora as músicas sejam em inglês e de difícil compreensão. Pratt também aponta problemas técnicos no DVD, como a qualidade de imagem granulada e cores desbotadas, além do som estéreo de baixa qualidade e ausência de legendas. Em tom irônico, ele observa que a interpretação de "Just a Gigolo" pelo grupo simboliza bem o futuro incerto dos integrantes após sua passagem pelo Menudo.